# 薄壳唱片蛤
薄壳唱片蛤（学名：Abra maxima），是帘蛤目唱片蛤科团结蛤属的一种。主要分布于韩国、台湾，常栖息在深海。
其种加词“maxima”意为“大的”。